# Fagus lucida
Fagus lucida — вид квіткових рослин з родини букових (Fagaceae). Ареал охоплює такі країни: Південно-Центральний і Південно-Східний Китай.

## Біоморфологічна характеристика
Це листопадне дерево до 25 м заввишки. Зимові бруньки ≈ 1.5 см. Листя розташоване по черзі на гілках. Ніжка листка 0.6–2 см; листкова пластинка від яйцеподібної до еліптично-яйцеподібної, 5–11 см, блискуче-зелена та гола, за винятком шовковистого запушення знизу на середній жилці, основа від широко клиноподібної до округлої, край злегка виїмчастий, верхівка від гострої до коротко загостреної; вторинні жилки 8–12 з кожного боку від середньої жилки, що закінчуються дрібними зубцями. Квітконіжка безволоса, 0.5–1.5 см. Плодова чашечка 1–1.5 мм завдовжки. Горішки з дрібними або ледь помітними крильцями біля верхівки. Період цвітіння: квітень і травень; період плодіння: вересень і жовтень.

## Середовище
Населяє змішані мезофітні ліси на гірських схилах на висотах 800–2000 метрів.

## Використання
Молоде листя їстівне та має м’який аромат. Багаті на олію букові горіхи також їстівні, але не слід вживати їх у великих кількостях. Їх можна їсти сирими або вареними. Сушені букові горіхи можна молоти та запікати з борошном для приготування хліба. У смаженому вигляді вони служать замінником кави. З букових горіхів також можна витягувати олію.